# Dasylirion cedrosanum
Dasylirion cedrosanum ist eine Pflanzenart der Gattung Dasylirion in der Familie der Spargelgewächse (Asparagaceae). Ein englischer Trivialname ist „Sotol Cenizo“.

## Beschreibung
Dasylirion cedrosanum  bildet einen Stamm von 30 bis 150 cm Höhe, der manchmal verzweigt ist. Die variablen, wachsartigen bläulichen dichten Laubblätter sind 70 bis 130 cm lang und 15 bis 20 mm breit. Die unregelmäßig angeordneten Randdornen sind nach oben gerichtet.
Der rispige, holzige, schmale Blütenstand wird 2 bis 4 m hoch. Die zahlreichen Blüten sind grün bis cremefarben. Die Blühperiode reicht von Mai bis August.
Die elliptischen bis eiförmigen Kapselfrüchte enthalten einen Samen und sind 6 bis 7 mm lang und 3 bis 5 mm breit. Die dreikantigen, hellbraunen Samen sind 3 mm lang und 2,5 mm breit.

## Verbreitung und Systematik
Dasylirion cedrosanum ist eine wenig bekannte, seltene Pflanze Mexikos und dort in Zacatecas und Coahuila in Höhenlagen von 900 bis 2400 m verbreitet. Die Art wächst in offenem, flachen Gelände, in Gipsdünen, an steinigen Hängen, vergesellschaftet mit Yucca torreyi, Agave lechuguilla, Hesperaloe funifera und Nolina cespitifera. Dasylirion cedrosanum ist frosthart bis minus 10 °C.
Die Erstbeschreibung erfolgte 1911 durch William Trelease.
Dasylirion cedrosanum ist ein Mitglied der Sektion Glaucophyllum. Typisch sind die glatten, manchmal fein angerauhten, wachsartigen, bläulichen Blätter. Sein Erscheinungsbild ähnelt Dasylirion wheeleri, das jedoch in Blüten- und Blattstruktur abweicht.  Im Norden des Verbreitungsgebietes sind Überlappungen mit Dasylirion leiophyllum und Dasylirion texanum bekannt. In dieser Region existieren Zwischenformen.

## Nachweise